# Desoxymethoxetamin
Desoxymethoxetamin (Trivialname, Abkürzungen: 3-Me-2'-oxo-PCE, DMXE, 3D-MXE) ist eine Substanz mit dissoziativer Wirkung, die wie Ketamin oder Methoxetamin strukturell zur Gruppe der Arylcyclohexylamine zählt. Der Stoff wirkt als Antagonist des NMDA-Rezeptors und wird als Forschungschemikalie vertrieben. Strukturell handelt es sich um ein α,α-disubstituiertes Cyclohexanon. Die beiden Substituenten sind eine N-Ethylaminogruppe und eine m-Tolylgruppe.

## Gefahren
Durch seine Wirkung als potenter NMDA-Blocker wird die Substanz als besonders besorgniserregend eingestuft, da der Rezeptor möglicherweise geschädigt werden könnte.

## Rechtsstatus
Als Abkömmling der Arylcyclohexylamine unterliegt DMXE in Deutschland seit dem 18. Juli 2019 dem Neue-psychoaktive-Stoffe-Gesetz. Bis auf die im Gesetz definierten Ausnahmen sind Handel, Inverkehrbringen, Herstellung, die Verabreichung sowie das Verbringen von DMXE grundsätzlich strafbar.